# Campylium cardotii
Campylium cardotii är en bladmossart som beskrevs av Brotherus 1908. Campylium cardotii ingår i släktet spärrmossor, och familjen Amblystegiaceae. Inga underarter finns listade i Catalogue of Life.